# Tunnel Shin-Kanmon
Pour les articles homonymes, voir Tunnel de Kanmon.
Ne doit pas être confondu avec Tunnel ferroviaire de Kanmon.
Le tunnel Shin-Kanmon (新関門トンネル, Shin-Kanmon tonneru) est un tunnel sous-marin du Japon. Il est le plus long des trois tunnels passant sous le détroit de Kanmon avec 18 713 mètres de longueur et permet à la ligne Shinkansen Sanyō de relier les îles de Honshū à Kyūshū.

## Coordonnées géographiques
- Entrée de Shimonoseki (Honshū): 34° 00′ 11″ N, 130° 56′ 53″ E
- Entrée de Moji (Kyūshū): 33° 52′ 58″ N, 130° 53′ 55″ E